# Bio Norden
Bio Norden är en kulturminnesskyddad biograf i Jokkmokk.
Biografbyggnaden uppfördes 1935 av Gästgivargårdens grundare, gästgivaren Axel Åkerlund (1880–1950). Denne hade redan 1915 påbörjat filmvisningar i Jokkmokk. Bio Norden är en biolada, som ligger med gaveln mot Porjusvägen med en anspråkslös entrégavelfasad. Den har också tjänat som teaterlokal för resande teatersällskap. Bio Norden visade fram till 1991 filmer fyra–sju dagar i veckan, och därefter två dagar varannan vecka. Biografen lades ner 2012.
Bio Norden har i stor utsträckning behållit sitt ursprungliga utseende. Den blev byggnadsminne 1994.